# Hylephila ignorans
Hylephila ignorans es una especie de mariposa, de la familia de los hespéridos.

## Distribución
Hylephila ignorans es endémica de la cordillera de Mérida en Venezuela.